# Friedrich Laibach
Friedrich Laibach (2 de abril de 1885 , Limburg - † 5 de junio de 1967 ibíd.) fue un profesor, botánico y micólogo alemán.

## Vida y obra
Laibach estudia y se doctora en la Universidad de Bonn con el tutorado de Eduard A. Strasburger. Después de la „crisis“ del nazismo y haber trabajado en el NSDAP, fue entre 1933 a 1945 Ordinario y Director del Botanischen Instituts en la Universidad Goethe en Fráncfort del Meno, como así también en la NS-Docentes como jefe de Docentes.
Tras el final de la Segunda Guerra Mundial, en 1946 fue jefe del instituto de investigación biológica de Limburgo.
Es considerado el fundador de la investigación experimental en Arabidopsis thaliana , el berro Arabidopsis, es una maleza que Laibach investigó en su tesis doctoral, encontrando el número cromosómico.

## Algunas publicaciones
- f. Laibach. 1907. Zur Frage nach der Individualität der Chromosomen im Pflanzenreich. 25 pp.

- -------------. 1914. Pilzkrankheiten doldenblütiger Gemüsepflanzen. Beilage zum Programm des Wöhler-Realgymnasiums zu Frankfurt a. M 577. Editor Knauer, 28 pp.

- -------------. 1922. Untersuchungen über einige Ramularia- und Ovularia-Arten und ihre Beziehungen zur Askomyzetengattung Mycosphaerella. 2. Ovularia oblique (Cooke) Oudem. Zentralblatt für Bakteriologie Abt. 2 55: 284-293, 6 figs.

- -------------. 1925. Zum Heterostylieproblem. 10 pp.

- -------------. 1927. Zytologische Untersuchungen über die Monoblepharideen. Jahrbuch für Wissenschaftliche Botanik 116: 596-630, 2 tabs.

- -------------. 1928. Über zellfusionen bei pilzen. Editor J. Springer, 359 pp.

- -------------. 1930. Über die bedingungen der perithezienbildung bei den erysipheen: Mit 3 textfiguren. Editor Gebrüder Borntraeger, 136 pp.

- -------------. 1947. Kreuzungen zwischen Coleus-Arten vom Lang- und Kurztagtyp. Fiat Report 1135. 20 pp.

- -------------. 1947. The influence of length-of-day and other factors on the flowering of sellaginella martensii spr. FIAT final report 1.093, 1945-1955 : U.S. Zone). Germany (Territory under Allied occupation Field Information Agency, Technical. 30 pp.

- -------------, otto Fischnich. 1950. Pflanzen-Wuchstoffe in ihrer Bedeutung für Gartenbau, Land- und Forstwirtschaft. Grundlagen und Fortschritte im Garten- und Weinbau 81. Editor E. Ulmer, 80 pp.

- -------------, f.j. Kribben, f. Heilinger. 1954. The sexual processes in Bombardia lunata Zckl. 1. Beitr. Biol. Pfl. 30 (2): 239-248

- luis e. Mora, friedrich Laibach, wilhelm Troll. 1960. Beiträge zur Entwicklungsgeschichte und vergleichenden Morphologie der Cyperaceen. Editor Duncker & Humblot, 89 pp.